# Joe Shaughnessy
Pour les articles homonymes, voir Shaughnessy.
Joseph Shaughnessy, aussi appelé Joe Shaughnessy, est un footballeur irlandais, né le 6 juillet 1992 à Galway. Il évolue au poste de défenseur.

## Biographie
Avec l'équipe d'Irlande des moins de 19 ans, il participe au championnat d'Europe des moins de 19 ans 2011 organisé en Roumanie. L'Irlande atteint les demi-finales de la compétition, en étant battu par l'Espagne, futur vainqueur de l'épreuve.
En décembre 2012, il prolonge son contrat au Aberdeen FC jusqu'en été 2015.
Le 1er juillet 2015, il rejoint le club de St Johnstone. Il joue deux matchs en Ligue Europa avec cette équipe lors de la saison 2015-2016.
Le 1er août 2019, il rejoint Southend United.
Le 20 juillet 2020, il est annoncé qu'il rejoint le St. Mirren FC, il a signé un contrat de 2 ans. Il est nommé vice-capitaine en octobre 2020 puis capitaine à la suite du départ de Sam Foley en janvier 2021. En mai 2021, il prolonge son contrat jusqu'en été 2023 (il est nommé vice-capitaine en octobre 2020),. Il reçoit, en mai 2023, une offre de renouvellement de contrat mais le rejette.
Après la fin de son contrat avec St. Mirren FC, il rejoint, le 2 juin 2023, un autre club du Championnat d'Ecosse le Dundee FC (le club est promue de la Scottish Championship lors de la saison 2023-2024, il jouera donc lors de la saison 2024-2025 en Scottish Premiership). Le 10 juillet 2023, le club annonce qu'il est le nouveau capitaine de l'équipe. En avril 2024, il est victime d'une blessure importante, il se fait le ligament croisé antérieur, il attendra 10 mois avant de pouvoir rejouer.